# Варијанте (Казерта)
Варијанте је насеље у Италији у округу Казерта, региону Кампанија.
Према процени из 2011. у насељу је живело 54 становника. Насеље се налази на надморској висини од 151 м.